# 홍어
홍어(魟魚, 상어가오리, 묵가오리, ocellate spot skate)는 홍어목 홍어과에 속하는 물고기이다.

## 특징
몸은 위아래로 납작하고, 가슴지느러미가 넓게 발달해 있어 위에서 보면 마름모꼴이다. 몸길이 약 150cm이다. 몸빛깔은 등쪽이 갈색이고 배쪽은 희거나 회색이다. 머리는 작으며 주둥이도 작으나 돌출되어 있다. 눈은 작고 분수공은 눈의 뒤쪽에 가깝게 붙어 있다. 몸의 등 중앙선에 많은 가시가 있고, 이빨은 작고 마름모꼴이다. 등지느러미는 두 개이나 몸 뒤쪽에 있고 모두 작다. 뒷지느러미는 없고 배지느러미는 있어도 아주 작다. 가슴지느러미의 기저면에 한 개의 검은 테를 가진 큰 반점이 있다. 난생이고 20-80m의 깊은 곳에 살며 봄에 산란한다.

## 이용
암모니아와 트리메틸아민의 함량이 높으며, 회·구이·국·포 등에 적합하다.
다른 생선과는 달리 항아리에 짚, 소금 등을 함께 넣고 삭혀 먹으며, 삭히지 않고 그냥 먹는 경우도 있다.
가장 흔하게 볼 수 있는 모습은 홍어삼합이다. 삼합은 삭힌 홍어를 돼지 삽겹살 수육과 함께 묵은 김치에 싸먹는 것이다. 막걸리를 곁들여서 먹기도 하는데, 이를 '홍탁'이라고도 한다. 서양에서는 삶은 홍어를 헤이즐넛 버터, 파슬리, 레몬, 케이퍼를 곁들여 먹기도 한다. 암모니아 냄새가 나는 상태의 홍어는 상한 것으로 보아, 먹지 않는다.가오리와 유사하지만 가격은 더 비싸서 가오리를 홍어라고 속여 파는 일도 생겨 국립과학수사연구원에서는 가오리를 홍어라고 속여 파는지 감별하는 방법도 개발했다.

## 음식
- 홍어회는 영남의 과메기와 문어처럼 호남을 대표하는 향토 음식으로 꼽히고 있다.
- 삭혀서 데친 홍어는 아이슬란드의 명절 음식이다.

## 같이 보기
- 홍어회